# واشنطن ريدسكينز
واشنطن ريدسكينس (بالإنجليزية: Washington Redskins)‏ هو نادي كرة القدم الأمريكية أمريكي تأسس في 1932، ويلعب في الدوري الوطني لكرة القدم الأمريكية.

## وصلات خارجية
- الموقع الرسمي